# لشتغان پایین و بالا
'لشتغان، روستایی از توابع بخش مرکزی شهرستان خمیر در استان هرمزگان ایران است؛ این روستا به دو بخش لشتغان بالا و لشتغان پایین تقسیم می‌شود؛ ساکنان این دو روستا دارای مذهب تسنن و تشیع می‌باشد که دراین دو روستاهفت مسجد بنا شده است که پنج مسجد متعلق به اهل تسنن و دو مسجد متعلق به اهل تشیع می‌باشد از نکات قابل توجه این روستا اُخوّت وبرادریست که بین مردمان روستا به وضوح به چشم می‌آید.

## جمعیت
این روستا در شهرستان بندرخمیر قرار دارد و براساس سرشماری مرکز آمار ایران در سال ۱۳۸۵، جمعیت آن ۲٬۷۴۵ نفر (۵۳۲خانوار) بوده‌است.